# Uranofane
Il minerale uranofane è un comune nesosilicato dell'uranio con formula chimica Ca[UO2|SiO3OH]2 • 5H2O.
L'uranofane è noto per cristallizzare in due diversi gruppi spaziali come uranofane-α (simbolo IMA: Urp-α) e uranofane-β (simbolo IMA: Urp-β). Entrambe le modificazioni si manifestano in un diverso habitus cristallino, che però è spesso difficile da distinguere per il profano e consente un'assegnazione solo a un esame più attento al microscopio.

## Etimologia e storia
L'uranofane fu trovata per la prima volta nel 1853 vicino a Kupferberg (Tarnau) nell'Alta Slesia (Polonia) e descritto da Martin Websky, che inizialmente chiamò il minerale uranotile per il suo contenuto di uranio e dalla parola greca φαίνω ('apparire'), cioè "apparire come l'uranio". L'uranofane-β è stata riconosciuta per la prima volta come tale nel 1935. Il luogo in cui il minerale ha la sua località tipo è Jáchymov nel distretto di Karlovy Vary, nei Monti Metalliferi nella Repubblica Ceca.
L'uranofane-α e l'uranofane-β erano già stati scoperti e riconosciuti come specie minerali separate prima della fondazione dell'Associazione Mineralogica Internazionale (IMA), pertanto questo riconoscimento è stato accettato dall'IMA come grandfathered.
Il campione tipo per l'uranofane-α (olotipo) è conservato nel Museo mineralogico dell'Istituto di Geoscienze dell'Università di Breslavia a Breslavia e il campione tipo per l'uranofane-β (olotipo, nº catalogo J3747) nel Museo di storia naturale di Vienna.

## Classificazione
Già nell'obsoleta 8ª edizione della sistematica dei minerali secondo Strunz, l'uranofane apparteneva alla classe dei minerali dei "silicati e germanati" e lì alla sottoclasse dei "neso-subsilicati", dove all'interno della famiglia dei silicati uranilici ha dato il nome al "gruppo degli uranofani (β-uranofane)" con il sistema nº VIII/A'.14 in cui trova con boltwoodite, cuprosklodowskite, kasolite, sklodowskite, uranofane-β.
Nella Sistematica dei lapis (Lapis-Systematik) di Stefan Weiß, che si basa ancora su questa vecchia edizione di Strunz per rispetto dei collezionisti privati e delle collezioni istituzionali, al minerale è stato assegnato il sistema e il minerale nº VIII/B.34-40. In questa Sistematica ciò corrisponde alla divisione "Nesosilicati con anioni non tetraedrici", dove l'uranofane forma un gruppo indipendente ma senza nome insieme a boltwoodite, cuprosklodowskite, kasolite, natroboltwoodite, oursinite, sklodowskite e uranofane-β.
La 9ª edizione della sistematica minerale di Strunz, valida dal 2001 e aggiornata dall'Associazione Mineralogica Internazionale (IMA) fino al 2009, classifica inizialmente l'uranofane nella divisione più generale "9.A Nesosilicati". Tuttavia, questa è ulteriormente suddivisa in base alla struttura cristallina, in modo che il minerale possa essere trovato in base alla sua composizione nella suddivisione "9.AK Neso- e polisilicati di uranile", dove insieme alla kasolite forma il "Gruppo uranofane-kasolite" con il sistema nº 9.AK.15 insieme agli altri membri boltwoodite, kasolite, natroboltwoodite e uranofane-β.
Anche la sistematica dei minerali secondo Dana, utilizzata principalmente nel mondo anglosassone, classifica l'uranofane nella classe dei "silicati e germanati" e lì nella sottoclasse dei "nesosilicati: gruppi SiO4 e altri anioni di cationi complessi". Qui si trova insieme a boltwoodite, cuprosklodowskite, kasolite, natroboltwoodite, oursinite, sklodowskite, swamboite e uranophane-β nel "gruppo uranofane" con il sistema nº 53.03.01 all'interno della suddivisione "Nesosilicati: gruppi SiO4 e altri anioni di cationi complessi con (UO2)".

## Abito cristallino
L'uranofane-α cristallizza nel sistema monoclino nel gruppo spaziale P21 (gruppo nº 4) con i parametri reticolari a = 15,91 Å, b = 7,00 Å, c = 6,67 Å e β = 97,3°, oltre a 2 unità di formula per cella unitaria.
Anche l'uranofane-β cristallizza nel sistema monoclino, ma nel gruppo spaziale P21/a (gruppo nº 14, posizione 3) con i parametri reticolari a = 13,97 Å, b = 15,44 Å, c = 6,63 Å e β = 91,4° oltre a 4 unità di formula per cella unitaria.

## Proprietà
L'uranofane è considerata molto radioattiva a causa del suo contenuto di uranio fino al 40,6%. Tenendo conto delle proporzioni degli elementi radioattivi nella formula molecolare idealizzata e dei successivi decadimenti della serie di decadimento naturale, viene data un'attività specifica di 72,5 kBq/g per il minerale (per confronto, il potassio naturale possiede un'attività specifica di 0,0312 kBq/g). Il valore citato può variare in modo significativo a seconda del contenuto minerale e della composizione degli stadi, ed è anche possibile l'arricchimento selettivo o l'arricchimento dei prodotti di decadimento radioattivo che modificano l'attività.

## Modificazioni e varietà
Occasionalmente, l'uranofane può mostrare una debole fluorescenza verde sotto la luce ultravioletta . Di solito, tuttavia, il minerale non è fluorescente.
L'uranofane può essere facilmente decomposta dagli acidi.

## Origine e giacitura
L'uranofane è stata rinvenuta nelle pegmatiti e nei giacimenti di uranio come alterazione dell'uraninite.

L'uranofane è uno dei silicati di uranio più abbondanti. Come tipico minerale secondario, si forma nei depositi di uranio e nelle pegmatiti per erosione dall'uraninite. Oltre all'uranofane-β, i minerali di accompagnamento includono kasolite, autunite e meta-autunite, fosfuranilite, torbernite e vari ossidi di uranio, ma anche calcite, malachite, almandino e muscovite.

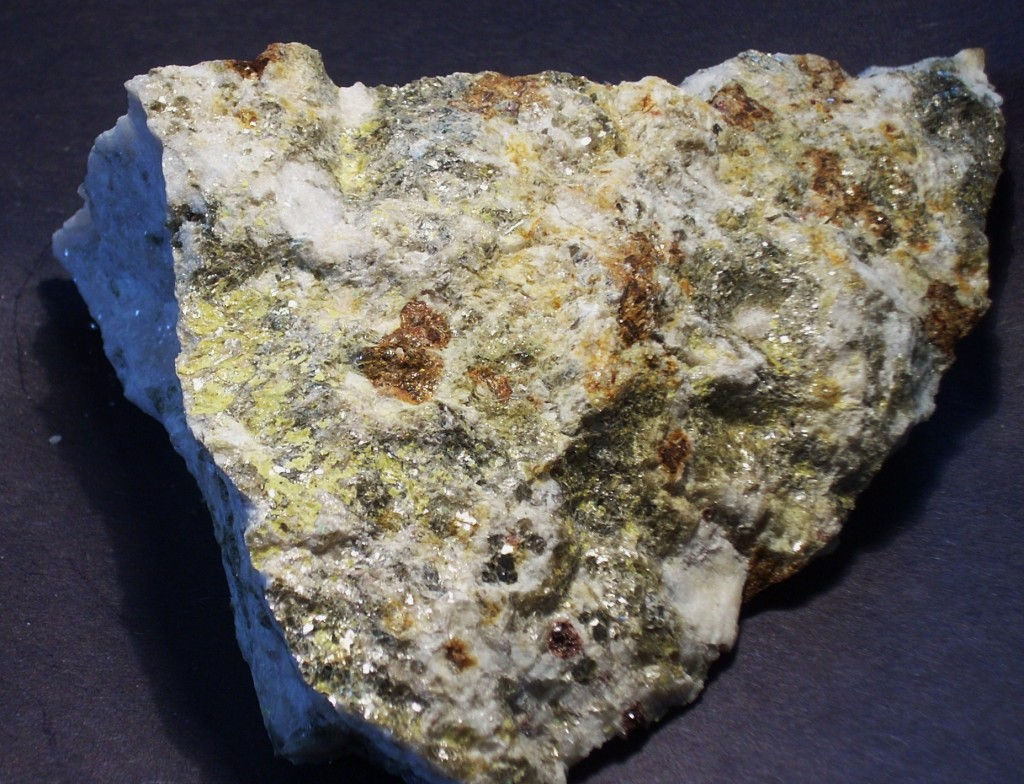
Un campione di uranofane, muscovite, almandine proveniente da Pine Mountain, North Carolina, USA

L'uranofane è stata rilevata finora in tutto il mondo in più di 700 siti.
Particolarmente degni di nota sono i siti della miniera di Musonoi vicino a Kolwezi e della miniera di Shinkolobwe (miniera di Kasolo) vicino a Shinkolobwe nella provincia congolese del Katanga, dove sono stati trovati cristalli di dimensioni fino a circa 1 cm. Bellissime unità radiali sono state recuperate dalla miniera di Madawaska vicino a Bancroft nella contea di Hastings (Canada).
In Italia l'uranofane è stata trovata a Peveragno, in provincia di Cuneo; Novazza presso Gromo in Val Seriana nella provincia di Bergamo; Val Rendena, Val Daone nel Trentino occidentale; è stata rinvenuta anche nelle pegmatiti di Treglio in Val Vigezzo in provincia di Novara e in quelle di Piona in provincia di Como.

## Forma in cui si presenta in natura
L'uranofane si presenta in cristalli prismatici, aghiformi fino a circa 1 cm di dimensioni e radiali generalmente aciculari, frequentemente in gruppi fibroso-raggiati o in croste, in noduli o masserelle finemente fibrose o pulverulente.